# Bernt Lindskog
Bernt Vilhelm Lindskog, född den 13 augusti 1902 i Jönköping, död den 12 maj 1958 i Stockholm, var en svensk ämbetsman.
Lindskog avlade juris kandidatexamen vid Uppsala universitet 1926. Han blev assessor i Göta hovrätt 1937, hovrättsråd där 1942 och tillförordnat kommerseråd 1945. Lindskog   var chef för juridiska byrån inom industrikommissionen 1939–1946, ledamot av industrikommissionen och handelskommissionen från 1945 samt vice ordförande i priskontrollnämnden 1946–1951. Han blev ställföreträdande generaldirektör 1951 samt generaldirektör och chef för Patent- och registreringsverket 1954. Lindskog blev riddare av Nordstjärneorden 1945 och kommendör av första klassen av samma orden 1957.